# La Maison de l'aube
La Maison de l'aube (titre original en anglais : House Made of Dawn) est un roman de l'écrivain américain N. Scott Momaday paru en 1968. Il est considéré comme une œuvre majeure de la littérature nord-amérindienne et a d'ailleurs remporté le Prix Pulitzer de la fiction en 1969.